# Peterda
Peterda (mađ. Peterd) je selo u južnoj Mađarskoj.
Zauzima površinu od 10,60 km četvornih.

## Zemljopisni položaj
Nalazi se na 45° 58' 27" sjeverne zemljopisne širine i 18° 21' 32" istočne zemljopisne dužine. Renda je 2 km zapadno, Egrag je 3 km sjeverozapadno, Lotar je 1,5 km sjeverno-sjeverozapadno, Birjan je 1,5 km sjeverno-sjeveroistočno, Belvar je 4,5 km istočno, Devčar je 1 km jugoistočno, a Racpetra je 2 km južno.

## Upravna organizacija
Upravno pripada Šikloškoj mikroregiji u Baranjskoj županiji. Poštanski broj je 7766. 

## Povijest
Područje Peterde je bila naseljena još u pretpovijesti. Nađeni su nalazi iz brončanog doba i iz doba starog Rima.
Kao naselje postoji u doba Arpadovića. U povijesnim dokumentima se prvi put spominje 1276. kao Petherd i Peturd, a 1283. je zapisana u knjigama kao Peturd, 1332. – 1335. kao Petund, Peturd, Peterd.
U doba turske vlasti Peterda nije opustjela. Stanovnici su bili protestantski Mađari.
Izvori bilježe da su u selo doselili Srbi. Nijemci se doseljavaju u 18. stoljeću, a Srbi ga napuštaju. Starija mađarska historiografija je bilježila te Južne Slavene kao Srbe rimokatoličke vjerske afilijacije. Novija mađarska historiografija te stanovnike bilježi kao Hrvate. Često su svi Južni Slaveni bili zabilježeni pod racok, Raci. Kasniji podaci za ovo selo govore o rimokatolicima, a od Slavena, o Hrvatima te je utemeljeno smatrati da se govorilo o Hrvatima.
Početkom 20. st. je Peterda pripadala Pečuškom kotaru Baranjske županije.
Prema metodologiji popisa iz 1910., u selu je bilo 584 stanovnika, od čega 553 Mađara, 27 Nijemaca i 4 Hrvata, od čega je bilo 359 rimokatolika, 210 protestanata i 12 židovske vjere.

## Stanovništvo
Peterda ima 218 stanovnika (2001.). Mađari su većina. Rimokatolika je blizu 60%, kalvinista je 18% te ostali.

## Vanjske poveznice
- (mađ.) Légifotók Peterdről
- Peterda na fallingrain.com